# إيرني ديجريجوريو
إيرني ديجريجوريو (بالإنجليزية: Ernie DiGregorio)‏ مواليد 15 يناير 1951 في نورث بروفيدانس، هو لاعب كرة سلة أمريكي سابق بدأ مسيرته الاحترافية في سنة 1973 وحمل الرقم 15 و7. يبلغ طوله 6 قدم 0 بوصة (1.8 م). اعتزل اللعب في 1978.

## فرق لعب لها
- لوس أنجلوس ليكرز
- بوسطن سيلتكس

## روابط خارجية
- إيرني ديجريجوريو على موقع إن بي أي (الإنجليزية)
- إيرني ديجريجوريو على موقع سبورتس رفرنس (الإنجليزية)
- إيرني ديجريجوريو على موقع كلية كرة السلة في سبورتس رفرنس.كوم (الإنجليزية)
- إيرني ديجريجوريو على موقع ريلجم (الإنجليزية)
- إيرني ديجريجوريو على موقع بروبوليرز (الإنجليزية)